# Maurice Burton
Maurice Burton (28 Tháng 3 năm 1898 - 09 Tháng 9 1992) là một nhà động vật học và nhà nghiên cứu khoa học nổi tiếng. Ông đã xuất bản nhiều sách bách khoa toàn thư lịch sử tự nhiên và những quyển sách bao gồm bàn luận hoài nghi về Quái vật hồ Loch Ness.

## Cuộc đời
Burton được sinh ra tại Hornsey, London ngày 28 tháng 3 năm 1898, theo học trường Holloway và nghiên cứu động vật học tại đại học King dưới Arthur Dendy. Sau đó trở thành một giảng viên, trước khi gia nhập đội ngũ nhân viên tại Bảo tàng Lịch sử Tự Nhiên, London năm 1926 nơi ông dành thời gian còn lại cho sự nghiệp của mình đến khi ông nghỉ hưu vào năm 1958. Ông cưới Margaret Maclean (mất 1990) năm 1929 và họ có 2 trai và 1 gái. Ông qua đời tại Albury, Surrey, vài 9 tháng 9 năm 1992.